# Picarellen
Picarellen (Centracanthidae) zijn een familie van straalvinnige vissen uit de orde van Baarsachtigen (Perciformes).

## Geslachten
- Centracanthus Rafinesque, 1810
- Spicara Rafinesque, 1810